# Эритре
Эритре́ (греч. Ερυθραί ή Ερυθρές) — малый город в Греции. Расположен на высоте 390 метров над уровнем моря, на северном склоне Китерона, в 12 километрах к югу от Фив, в 25 километрах к северу от Мегары и в 44 километрах к северо-западу от Афин, близ руин древнего города Платеи. Входит в общину (дим) Мандра-Идилия в периферийной единице Западная Аттика в периферии Аттика. Население 2862 человека по переписи 2011 года. Площадь 61,145 квадратного километра, большинство из которых является пахотными. Эритре славится производством зерновых культур, хлеба в традиционных печах, вин, мёда, продуктов птицеводства и животноводства (йогурты, сыры, мясо).
С запада город огибает национальная дорога 3 (автострада 13) Элефсис — Фивы, часть европейского маршрута E962. К юго-западу от Эритре, у поворота на Вилию находятся руины Элевфер.
Главным городским праздником является Благовещение Пресвятой Богородицы 25 марта. Также празднуется кулума в Чистый понедельник и Успение Пресвятой Богородицы 15 августа.

## История
Древние Эрифры (Эритры, др.-греч. Ἐρυθραί, лат. Erythrae) находились в древней Беотии, близ места битвы при Платеях, к востоку от бывшей деревни Кацула (Κατσούλα),  близ современного села Дафни, на южном берегу Асопа. Город упоминается уже Гомером в Илиаде. Павсаний сообщает о развалинах города. По Страбону Эрифры в Ионии были колонией беотийских Эрифр.
По преданию Эрифры основал Эрифр, сын Левкона и внук Атаманта.
Современный город был основан арванитами в XV веке и назван Криекуки, что означает на арнаутском диалекте «красная голова». Сообщество Криекуки создано в 1912 году (ΦΕΚ 262Α), в 1927 году (ΦΕΚ 179Α) переименовано в Эритре.
Важную роль в развитии Эритре сыграл местный сельскохозяйственный кооператив, основанный в 1915 году, который в 1932 году стал инициатором создания электростанции, которая снабжала город электричеством.

## Население
| 1991 | 3394   |
| 2001 | 3105   |
| 2011 | ↘ 2862 |